# Dilatatie (mathematische morfologie)
Een dilatatie is een van de basisoperaties in de mathematische morfologie. Het wordt vaak gebruikt in digitale beeldverwerking met als doel het 'verdikken' of 'uitzetten' van vormen in een binaire afbeelding met behulp van een structuurelement.

## Definitie
Als A en B verzamelingen zijn in Z2, wordt de dilatatie van A door B, als volgt gedefinieerd : 
{\displaystyle A\oplus B=\{z\mid ({\hat {B}})_{z}\cap A\neq \varnothing \}}

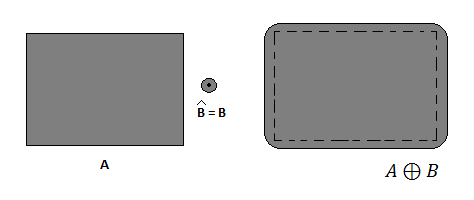
Dilatatie met een symmetrisch structuurelement

A is de binaire afbeelding die men wenst te dilateren, en B een structuurelement. Hierbij wordt B telkens om zijn oorsprong gereflecteerd en een afstand z getranslateerd. De dilatatie bevat alle punten in de doorsnede van A en deze translaties. Wiskundig gezien is dit een Minkowski-som.

## Toepassingen
De meest eenvoudige toepassing van een dilatatie is het opvullen van gaten in een binaire afbeelding. 

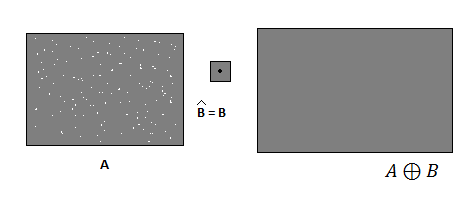
Opvullen van gaten met behulp van een dilatatie

Hiernaast is dilatatie samen met erosie de basis van zowel de opening- en closing transformatie.